# Bachelor’s degree
Bachelor’s degree – stopień akademicki nadawany w systemach szkolnictwa wyższego w krajach anglosaskich, odpowiadający w przybliżeniu polskiemu licencjatowi
Przyznawany jest zwykle po ukończeniu 4-letnich studiów wyższych, chociaż niektóre programy studiów trwają 5 lat lub więcej (np. architektura, biznes). Zwykle przyznawane są dwa typy tytułów: Bachelor of Arts (nauki humanistyczne) oraz Bachelor of Science (nauki ścisłe, przyrodnicze i ekonomiczne w zakresie praktycznym, stosowanym i doświadczalnym). Trzecim rodzajem tytułu jest Bachelor of Laws (nauki prawne). Po uzyskaniu tytułu bachelor’s degree możliwe jest kontynuowanie studiów i uzyskanie stopni typu master's degree (Master of Arts, Master of Science, Master of Laws) bądź rozpoczęcie studiów doktoranckich (Doctor of Philosophy, Doctor of Science). W Wielkiej Brytanii tytuł Bachelor of Laws uprawnia do rozpoczęcia aplikacji.